# 6 à la maison
6 à la maison est une émission de télévision présentée par Anne-Élisabeth Lemoine et Patrick Cohen.
Diffusée à partir du 21 octobre 2020 sur France 2 en seconde partie de soirée, sous format quotidien jusqu'en décembre 2020 puis dans un format hebdomadaire rallongé à partir du 27 janvier 2021. La dernière émission est diffusée le 9 juin 2021 avant de devenir de manière éphémère Cannes à la maison.

## Principe
6 à la maison est une émission culturelle produite et réalisée par 3e Œil Productions à l'occasion du couvre-feu entré en vigueur sur une partie du territoire français pour lutter contre la Covid-19. Le titre de l'émission reprend comme un clin d’œil la recommandation gouvernementale de ne pas se réunir à plus de six personnes afin de limiter les contacts pour ralentir la propagation du virus.
Le programme est enregistré sur le plateau de C à vous dans l'après-midi afin de respecter le couvre-feu en vigueur à Paris et accueille à chaque édition une série de quatre invités pour débattre et commenter leurs actualités. Présenté par Anne-Élisabeth Lemoine et Patrick Cohen, il est diffusé à partir du mercredi 21 octobre 2020 sur France 2 en seconde partie de soirée du lundi au jeudi.
Après son arrêt le 15 décembre 2020, l'émission est de retour le mercredi 27 janvier 2021 sous format hebdomadaire allongé, pour une durée de 1 h 30. Elle est également disponible sur la plateforme Culturebox.

## Audiences
La première émission du 21 octobre 2020 a regroupé 1,03 million de téléspectateurs, soit 9,1 % de part de marché, autour de Julien Doré, François Berléand, Thierry Ardisson et Bérengère Krief, invités de cette édition inaugurale.

## Évolution
Après un mois de diffusion, 6 à la maison rassemble en moyenne 668 000 téléspectateurs par soirée, soit 7,7% du public. Prévue à l'origine pour être éphémère, l'émission est prolongée jusqu'au 16 décembre 2020, date synonyme de record d'audience pour le programme, avec 1,18 million de téléspectateurs, soit 8,4% du public selon Médiamétrie.
À l'annonce du déconfinement mi-décembre 2020, la diffusion est interrompue après 32 émissions. Mais à la demande des téléspectateurs et du monde du spectacle l'émission est reprogrammée, à compter du mercredi 27 janvier 2021, sous un format rallongé et hebdomadaire, en maintenant le principe de six personnes au maximum présentes en plateau.
Le 9 juillet 2021, l'émission se délocalise à Cannes pour couvrir le festival de Cannes. Pour l'occasion, l'émission est renommée Cannes à la maison et Anne-Élisabeth Lemoine et Patrick Cohen reçoivent Matt Damon, Camille Cottin, Sandrine Kiberlain, Hafsia Herzi, André Dussollier, François Ozon,  Rebecca Marder ainsi que Pierre Lescure.